# 乐安公主 (明光宗)
樂安公主（1611年—1643年），本名朱徽娖，又作朱徽媞，明朝公主，明光宗第八個女兒。李選侍所生。

## 生平
朱徽娖出生时，父亲明光宗尚为太子，生母李選侍俗稱西李。1620年，父亲明光宗继位，但不足一个月即逝世。因移宮案受牽連，母亲李選侍懷抱著幼年的朱徽娖，一起被強迫遷移到別宮，從此與母亲李選侍相依為命，至魏忠賢掌權時其母親才得尊封。而朱徽娖应该是按出生次序称皇八公主。天启四年（1624年），大臣讨论皇八公主的婚事。朱徽娖当是在成婚前，受封樂安公主。樂安公主下嫁鞏永固，生下三子二女。鞏永固为顺天府宛平縣人，有才能。
崇禎十六年（1643年），崇禎帝召当时公侯伯觐见，说根据祖制，功臣驸马等要入太学习读军事。当时朱純臣、徐允禎都以子幼拒绝，唯独鞏永固上书请学。他还曾经上书救總督趙光抃，又请恢复建文帝庙。当时李自成起义攻破数城，大臣李邦華请太子南迁，广受异议。后事情紧急，崇祯帝密诏鞏永固和劉文炳护行太子，鞏永固叩首说“亲臣是不许藏兵器的，我等很难用空手与敌寇作战”，君臣相对而泣。
甲申之變（1644年），北京城沦陷，公主剛剛去世，尚未入葬。鞏永固把子女們用黃繩綁在公主灵柩旁，说，“你们都是皇帝的外甥，不能落于敌手”。此后焚烧全家，举剑自刎身亡。根據《爝火錄》等記載，焚死的子女為四名，長女逃到了南京。